# Жмійовиська (Люблінське воєводство)
Жмійовиська (пол. Żmijowiska) — село в Польщі, у гміні Вількув Опольського повіту Люблінського воєводства.
Населення — 169 осіб (2011).
У 1975-1998 роках село належало до Люблінського воєводства.

## Демографія
Демографічна структура станом на 31 березня 2011 року:
|          | Загалом | Допрацездатний вік | Працездатний вік | Постпрацездатний вік |
| -------- | ------- | ------------------ | ---------------- | -------------------- |
| Чоловіки | 87      | 16                 | 61               | 10                   |
| Жінки    | 82      | 22                 | 39               | 21                   |
| Разом    | 169     | 38                 | 100              | 31                   |